# Шевченко Віталій Никифорович
Віталій Никифорович Шевченко (20 березня 1934, Донецьк — 16 грудня 2012, Київ) — український дисидент, журналіст, учасник українського національно-демократичного руху.

## Короткий життєпис
Народився 20 березня 1934 року в Донецьку.
Батьки (тато — агроном з-під Конотопа (Сумська область, Україна), мати — лікар зі Стародуба (ybys Брянська область, РФ) — члени ВКП(б). Виховували його в «комуністичному дусі». Змінив політичні погляди сам наприкінці 40-х — на початку 60-х.
Випускник факультету журналістики Київського університету 1956 року. Працював у редакціях газет, в «Українському товаристві дружби й культурних зв'язків із зарубіжними країнами». Був офіцером запасу КГБ і членом КПРС. Працював у Невельській міській ґазеті «Ленинец» (Сахалін, кінець 1950-х — початок 60-х), у РАТАУ (Київ, 1970-ті). Працівник відділу технічної інформації заводу «Електронмаш» (до арешту 1980-го).
У 1960-х — діяч гуртка (також економіст Б. Орловський, інженер А. Матвієнко), розмножували тексти «самвидаву». Після арешту редактора «Українського вісника» (УВ) В΄ячеслава Чорновола 1974 року Степан Хмара відновив його видання. Плівка з № 7/8 була передана на Захід, де він вийшов українською та англійською, став одним із найважливіших джерел історії репресій середини 70-х. До С. Хмари підключився київський журналіст Олесь Шевченко, через нього — В. Н. Шевченко. Вони розповсюджували № 7/8 «УВ», підготували матеріали до наступних випусків. Кілька років КГБ не міг розкрити, хто видає УВ, можливо, тому, що видавці раніше не брали участі в легальному національно-демократичному русі, а також тому, що після обшуку в С. Хмари на початку 1975 вони припинили видання журналу і будь-яку небезпечну діяльність, а вже готовий 9-й випуск після двох невдалих спроб передати за кордон потрапив під час обшуків до рук працівників КГБ.
Для наступного, 10-го числа УВ В. Шевченко написав і передав С. Хмарі в м. Червоноград Львівської обл. статтю «Класова структура радянського суспільства» (класи — партійно-радянська бюрократія, яка колективно володіє засобами виробництва, і трудящі. Обидва класи поділяються на підкласи). Статтю там довелося знищити.
Заарештований 14 квітня 1980 року. Справу В. Шевченка, С. Хмари і О. Шевченка розглядав Львівський обласний суд 15 — 24 грудня 1980 року. Родичів підсудних допустили до зали суду лишень четвертого дня, спершу допитавши як свідків. Нікого більше в залі суду не було. За ст. 62, ч. І, КК УРСР Шевченкові інкримінували: зберігання і розповсюдження «Українського вісника», авторство праці «Національна політика в Чехословаччині очима українця»; «антирадянські за змістом» записи на полях двох вилучених у нього томів Леніна; за ст. 70 КК РРФСР і за ст. 62 КК УРСР — усна «антирадянська пропаганда», яку Шевченко вів у кінці 50-х на Сахаліні, а потім у Києві. Свідками виступали партпрацівники з м. Невельська (Сахалін), співробітники РАТАУ, інженери київських заводів. «Антирадянська агітація» полягала в тому, що В. Шевченко говорив про погане збереження пам'яток культури, що сільське господарство зайшло в глухий кут, про витратну економічну політику, про штучний голод 30-х рр., про примусову колективізацію. Учений секретар останнього місця роботи Шевченка на запитання «Невже підсудний не вів на роботі антирадянські розмови?» відповів: «Ми його боялися, адже він — член партії і офіцер запасу КГБ, тому з ним не розмовляли».
Прокурор завимагав для В. Шевченка 6 р. таборів суворого режиму і 3 р. заслання. Суд, «враховуючи особу звинуваченого», засудив його до 7 р. таборів і 4 р. заслання. 31.03.1980 Верховний Суд УРСР розглядав касаційну скаргу Шевченка і залишив вирок без змін.
Термін відбував у 37-му лагпункті таборів суворого режиму в сел. Половинка Пермської обл., Урал. Брав участь у колективних акціях протесту, в тому числі в страйку 1981, за що карали штрафним ізолятором і позбавленням побачень.
Звільнений 5 лютого 1987 року. Після звільнення — активіст Українського культурологічного клубу (УКК, 1987—1988), автор низки самвидавських статей, зокрема, про необхідність відновлення українських і білоруських Православних і Греко-Католицьких Церков, про синьо-жовтий прапор, тризуб та ін.
30 грудня 1987 року у складі редакції відновленого влітку В. Чорноволом «Українського вісника» увійшов до Української Гельсінкської Групи (влітку 1988 реформована в Українську Гельсінкську Спілку (УГС), у квітні 1990 — в Українську Республіканську партію (УРП)).
1993—2011 роки — відповідальний секретар, публіцист православної газети «Наша віра» (редактор Є. Сверстюк). 1997 став членом Народного Руху України.
Помер 16 грудня 2012 у Києві. Похований на кладовищі у Софіївській Борщагівці.
Автор статей: «Громадою обух сталить» (1964, про єднання всіх національних сил для боротьби проти тоталітарного режиму); «Національна політика в Чехословаччині очима українця» (1965; у ній стверджував про можливості розвитку нацменшин ЧССР, СФРЮ на відміну від СССР, КНР, де була політика на їх асиміляцію і знищення). Обидві статті потрапили в руки КГБ; друга, ідентифікована за почерком, увійшла до звинувачення.
Дружина — Марія, діти — Оксана, Олесь, Мирослав.